# Романов, Евгений Павлович (лётчик)
Евгений Павлович Романов (1920 — 1987) — полковник Советской Армии, участник Великой Отечественной войны, Герой Советского Союза (1945).

## Биография
Родился 5 апреля 1920 года в селе Выкса (ныне — город в Нижегородской области). Окончил среднюю школу. В 1939 году был призван на службу в Рабоче-крестьянскую Красную Армию. В 1940 году окончил Харьковскую военную авиационную школу штурманов, в 1941 году — Краснодарское объединённое военное авиационное училище, в 1942 году — курсы усовершенствования командного состава ВВС, в 1943 году — военное авиационное училище.
С марта 1943 года — на фронтах Великой Отечественной войны. Летал в составе экипажа Валентина Сугрина.
К концу марта 1945 года гвардии старший лейтенант Е. П. Романов был старшим лётчиком-наблюдателем 47-го гвардейского отдельного разведывательного авиаполка 4-й воздушной армии 2-го Белорусского фронта. К тому времени он совершил 88 боевых вылетов на воздушную разведку в глубокий вражеский тыл, обнаружив и сфотографировав большое количество важных объектов противника.
Указом Президиума Верховного Совета СССР от 18 августа 1945 года за образцовое выполнение боевых заданий командования на фронте борьбы с немецкими захватчиками и проявленные при этом мужество и героизм" гвардии старший лейтенант Евгений Романов был удостоен звания Героя Советского Союза с вручением ордена Ленина и медали «Золотая Звезда» за номером 8229.
После окончания войны продолжил службу в армии. В 1957 году в звании полковника был уволен в запас. Проживал и работал в родном городе. Умер 12 апреля 1987 года, похоронен на Аллее Славы Северного кладбища Выксы.
Был также награждён двумя орденами Красного Знамени, двумя орденами Отечественной войны 1-й степени, орденами Отечественной войны 2-й степени и Красной Звезды, рядом медалей.